# 上福岡市
上福岡市（日语：／ Kamifukuoka shi */?）是埼玉縣南部的一個已不存在的市。與川越市等隣接，屬川越市商圏。市内有二團地，在日本經濟高度成長期以后人口激增，一度是日本人口密度最高的市。市制施行前名称為埼玉縣入間郡福岡町，市名為避免與福岡縣福岡市重複而以上福岡站的站名命名為上福岡市。